# Георги Жегларски
Отец Георги от село Жегларци е български православен свещеник, служил в село Жегларци, област Добрич.

## Биография

### Ранни години
Роден 22 септември 1923 г. в село Караманкьой, Бабадашко, Румъния. Родът му произхожда от село Крушовица, Новоселско. Преселват се в Румъния след края на Кримската война от 1853 г. Отраства в бедното семейство на Стоян и Станка. Георги е петото от осем деца – пет момчета и три момичета.
Георги завършва прогимназия в румънско училище. Говори два езика, но може да пише само на румънски. В семейството се говори на български език, а на румънски в училище и обществени места. Заради бедността на семейството Георги започва работа от ранна възраст. Работи на много места.
През 1940 г. Румъния и България подписват Крайовския договор и България си връща Южна Добруджа. Коренното население на Северна Добруджа е разменено срещу румънското население. Седемдесет български семейства се заселват в село Жегларци, Добричко. Най-голямата група е от Караманкьой. Сред тях е и семейството на Стоян Пейчев. Тогава Георги е на 17 години.
В село Жегларци живеят заедно турци и българи. Там нямало църква и християните ходели да се черкуват в съседното село Орляк. Семейство Пейчеви живеели много бедно. Георги от младеж има наклонност към духовния живот. Свири добре на гъдулка. През 1946 г. по време на един селски събор е наръган с нож в гърба от своя приятел Стефан. Георги пише опрощение и приятелят му избягва затвора.
През 1947 г. Георги е трудовак в дигите на село Бръшлян, Бургаско. Бил физически силен и преработвал при богати хора. По това време сам се научава да чете на български език.

### Свещенство
След 9 септември 1944 г. комунистическата власт предлага на Георги да ръководи младежката организация на ДКМС, като най-буден младеж в селото. Той се съгласява, но за кратко заема тази длъжнос, след като разбира атеистичните нагласи на новата власт. По-нататък му предлагат да стане партиен член, но отказва отново, понеже в ТКЗС се работило на празниците, включително на Великден.
По настояване на сестрите му Георги се задовяма на 26 години. Съпругата му Мария също била родом от Караманкьой, но родителите ѝ се установяват Исперихско. Двамата се отделят от бащиния дом и сами строят къща. Ражда им се първородният син – Стоян. Георги посещава богуслужения в село Орляк, при отец Петър Димитров. Научава се да чете на църковнославянски и да пее на клира по слух. На 24 май 1961 г. отец Петър, под натиск на властта, свалил расото си и предал всички документи от храма на певеца си Георги. Идва време, когато църковният певец поддържа църковния живот на селото – отваря църквата, четял и пеел каквото се полага на клира по празниците.
Още през 1954 г. Георги направил опит да стане свещеник, но му отказали поради недостатъчно образование. При преселването не си взел никакви документи за образование. Намерил адвокат през 1962 г., с когото да се посъветва как може да се сдобие с диплома за завършено прогимназиално образование. Той го посъветвал да намери двама свидетели и да зеведе дело. Нарочно казал, че документите са му нужни, за да бъде назначен на работа в пътно управление. Съдията се оказал преселник от Румъния. Задавали му въпроси, свързани с румънската история. На нито един въпрос не се „запънал“.
От селския съвет се противели, и дори го заплавали, да не постъпва в семинария. Нарочно не го начислявали и му предлагали други длъжности. През есента на 1962 г. постъпва в тригодишния паралелен курс на семинарията в Черепиш с ректор епископ Тихон Смоленски. Когато се завръща в село Жегларци, той преустроява старата къща на брат си Атанас в църква. Сградата е открита и осветена на 17 юли 1965 г. от Русенския митрополит Софроний и е посветена на светите братя Кирил и Методи. Властите обвинили новия отец, че е открил църква незаконно. През 1968 г. църквата е запечатана, но отец Георги разбива печата, за което е привикан да отговоря в село Орляк. Следващата година свещеникът е пратен на съд, но случаят бил приключен. От Министерство на просветата последвало ново обвинение, че изпраща момчета в семинарията. Глобавят го с 40 лева за всеки семинарист. На 11 декември 1969 е подадена жалба на Дирекцията на вероизповеданията в София.
През 2001 г. е осветена втора църква в селото „Св. Георги“.

### Погребение
Отец Георги прекарва последните си 40 дни на легло. Почива на 12 февруари 2015 г. към 22 часа и 30 минути. На погребението му присъстват към 50 свещеници от епархията и другаде. Събират се миряни общо около 250 души. Слово произнася Силистренският митрополит Амвросий. На погребението присъства и протосингелът на митрополията отец Добри. След опелото в църквата „Св. Георги“ тялото на о. Георги е положено в гробището на с. Жегларци.

## Почит
- През 2002 г. БНТ излъчва половинчасов документален филм за отец Георги озаглавен „Очевидните чудеса“.
- Годишнините от преставянето (кончината) на отец Георги Пейчев се отбелязват тържествено в с. Жегларци с панихиди, на които се събират хора от различни населени места. Службите в негова памет са в присъствието и на Доростолския митрополит и още множество духовници.[30]